# Helena Dalli
Helena Dalli (født Helena Abela, 29. september 1962) er en maltesisk politiker, der har været Europa-Kommissær for ligestilling siden 1. december 2019. Hun er medlem af Arbejderpartiet på Malta.

## Uddannelse
Dalli er uddannet sociolog på Maltas Universitet og har en ph.d. i politisk sociologi fra University of Nottingham.

## Karriere

### Før politik
Som 17-årig vandt Dalli Miss Malta og repræsenterede landet ved Miss World-konkurrencen i 1979. Hun medvirkede i den italiensk-amerikanske film Final Justice fra 1985 som en politikvinde, der samarbejder med hovedpersonen.
Hun har forelæst i økonomisk og politisk sociologi, offentlig politik og retssociologi ved Maltas Universitet.

### Parlamentarisk sekretær
I 1996 blev Dalli valgt ind i Maltas parlament. Hun blev genvalgt i de fem efterfølgende valg, hvilket gjorde hende til den næstmest valgte kvinde i maltesisk politisk historie.
Dalli var fra 1996 til 1998 parlamentarisk sekretær for kvinders rettigheder i premierministerens kontor.

### Minister
I valgperioden 2013-2017 var Dr. Dalli minister for social dialog, forbrugeranliggender og borgerlige frihedsrettigheder. Under hendes ledelse indførte den maltesiske regering adskillige love og politikker for at styrke rammerne for ligestilling og menneskerettigheder. 
I april 2015 fremlagde hun en lov, der etablerer vidtrækkende rettigheder for transkønnede og interseksuelle. Loven om Kønsidentitet, Kønsudtryk og Kønskarakteristika giver ret til kønsidentitet og anerkendelse af ens selvbestemte køn på officielle dokumenter og anerkender retten til kropslig integritet og fysisk autonomi.
I samme valgperiode indførte Dalli en national barselsorlovsfond, som alle arbejdsgivere skal bidrage til uanset deres ansattes køn, for at beskytte kvinder mod diskrimination under ansættelsesprocessen.
Helena Dalli ledte i 2015 processen for etablering af den internationale dag for kvinder og piger i videnskab, som FN nu fejrer årligt den 11. februar.
Fra 2017 til 2019 var Dalli minister for europæiske anliggender og ligestilling. I 2017 fremlagde hun et lovforslag i parlamentet om indførelse af ligestilling i ægteskaber (samkønnet ægteskab). Dallis arbejde med ligestillingsområdet førte til, at Malta blev det land, der giver den bedste juridiske beskyttelse og lighed for LGBTIQ-personer. Som et resultat heraf har Malta haft topplaceringen af ILGA-Europes landeindeks i fire på hinanden følgende år (2016-2019).
Efter valget til Europa-Parlamentet i 2019 blev Dalli nomineret af premierminister Muscats regering som Maltas kandidat til den efterfølgende Europa-Kommission.

### Kommissær
I 2019 blev Dalli udnævnt til EU-kommissær for ligestilling i von der Leyen-kommissionen. Hendes portefølje omfatter ledelse af EU's implementering af FN's konvention om rettigheder for personer med handicap, udvikling af en europæisk "kønsstrategi" for yderligere at forbedre kvinders rettigheder ved at forbedre løngennemsigtigheden og sikre implementering af direktivet om kvinder i bestyrelser, sikre implementering af direktivet om balance mellem arbejde og privatliv, undersøge tilføjelsen af "vold mod kvinder" til listen over EU-forbrydelser og støtte EU's tiltrædelse af Istanbul-konventionen.
I november 2021 lancerede Dalli interne EU-retningslinjer for inkluderende sprog, herunder at sige "ferietid" i stedet for jul, undgå kønnede sætninger som "damer og herrer" og at bruge navne som "Malika og Julio" til fiktive mennesker i stedet for "Maria og John". Retningslinjerne blev kritiseret af politikere, herunder Antonio Tajani fra Forza Italia og den tidligere italienske premierminister Matteo Renzi fra Partito Democratico, og blev til sidst trukket tilbage. Pave Frans sammenlignede foranstaltningerne med antikristne diktaturer i det revolutionære Frankrig, Nazityskland og den kommunistiske verden.
I samme måned kritiserede de franske ministre Marlène Schiappa og Clément Beaune Dalli for at have mødt repræsentanter for organisationen FEMYSO (Forum of European Muslim Youth and Student Organisations), som Frankrig anser for at være forbundet med Det Muslimske Broderskab.